# Klasse (biologi)
| Biologisk klassifikation                                                             |
| ------------------------------------------------------------------------------------ |
| Domæne Rige Række / Division Klasse Orden Familie Tribus Slægt Art Underart Varietet |

 For alternative betydninger, se Klasse. (Se også artikler, som begynder med Klasse)
En klasse er i den biologiske systematik en kategori, der har lavere rang end række, men højere rang end orden. En klasse kan inddeles i flere underklasser, der igen kan inddeles i infraklasser. Desuden kan flere klasser samles i en overklasse. 

## Klasser af hvirveldyr
F.eks. har hvirveldyrene (Vertebrata) følgende klasser: 
- Kæbeløse hvirveldyr (Agnatha)
- Bruskfisk (Chondrichthyes)
- Benfisk (Osteichthyes)
- Padder (Amphibia)
- Pattedyr (Mammalia)
- Krybdyr (Reptilia)
- Fugle (Aves)